# Rosa roque-muchachensis
Rosa roque-muchachensis es una especie de planta del género Rosa, de la familia Rosaceae.

## Taxonomía
Rosa roque-muchachensis fue descrita por P. Vargas y Luceño en 2024.

## Distribución
Se encuentra en el territorio de las islas Canarias.